# A Tinta de Deus
A Tinta de Deus é o sétimo álbum de estúdio da banda de rock cristão Katsbarnea lançado em 2007, após cerca de treze anos sem lançar um disco inédito. Produzida por Dudu Borges, a obra traz um renascimento do grupo, sendo um disco elogiado pela crítica especializada. O hit "Perto de Deus" se tornou rapidamente um dos top 10 das rádios cristãs do Brasil.
Ao contrário dos trabalhos anteriores da banda, que só continham composições de Estevam Hernandes e Brother Simion, este álbum traz quase em sua totalidade composições do vocalista Paulinho Makuko, tendo apenas uma música escrita pelo referido apóstolo, a canção "Uma Certeza". A música "Game Over" foi escrita por Cláudia Bastos, antiga back-vocal do grupo e esposa do vocalista Paulinho Makuko.[carece de fontes?]
O álbum conquistou avaliações favoráveis da crítica e foi eleito o 47.º melhor disco da década de 2000, de acordo com lista publicada pelo Super Gospel.

## Faixas
1. "Primavera" - 3:11
2. "A Tinta de Deus" - 4:19
3. "Caminho" - 3:55
4. "Bom Encontro" - 2:28
5. "Perto de Deus" - 4:09
6. "Seu Doutor" - 4:03
7. "Uma Certeza" - 3:00
8. "Game Over" - 3:39
9. "O Verbo" - 4:07
10. "O Amor sempre Ganha" - 3:38

## Ficha técnica
Banda
| Críticas profissionais | Críticas profissionais |
| Avaliações da crítica  | Avaliações da crítica  |
| Fonte                  | Avaliação              |
| ---------------------- | ---------------------- |
| O Propagador           | [ 6 ]                  |

- Paulinho Makuko - vocais
- Déio Tambasco - guitarras
- Marcelo Gasperini - bateria

Músicos convidados
- Dudu Borges - produção musical, teclado, piano, órgão hammond
- Robinho Tavares - baixo nas faixas "Perto de Deus" e "O Verbo"
- Villaça - baixo em todas as faixas, exceto 5 e 9